# Bistum Malang

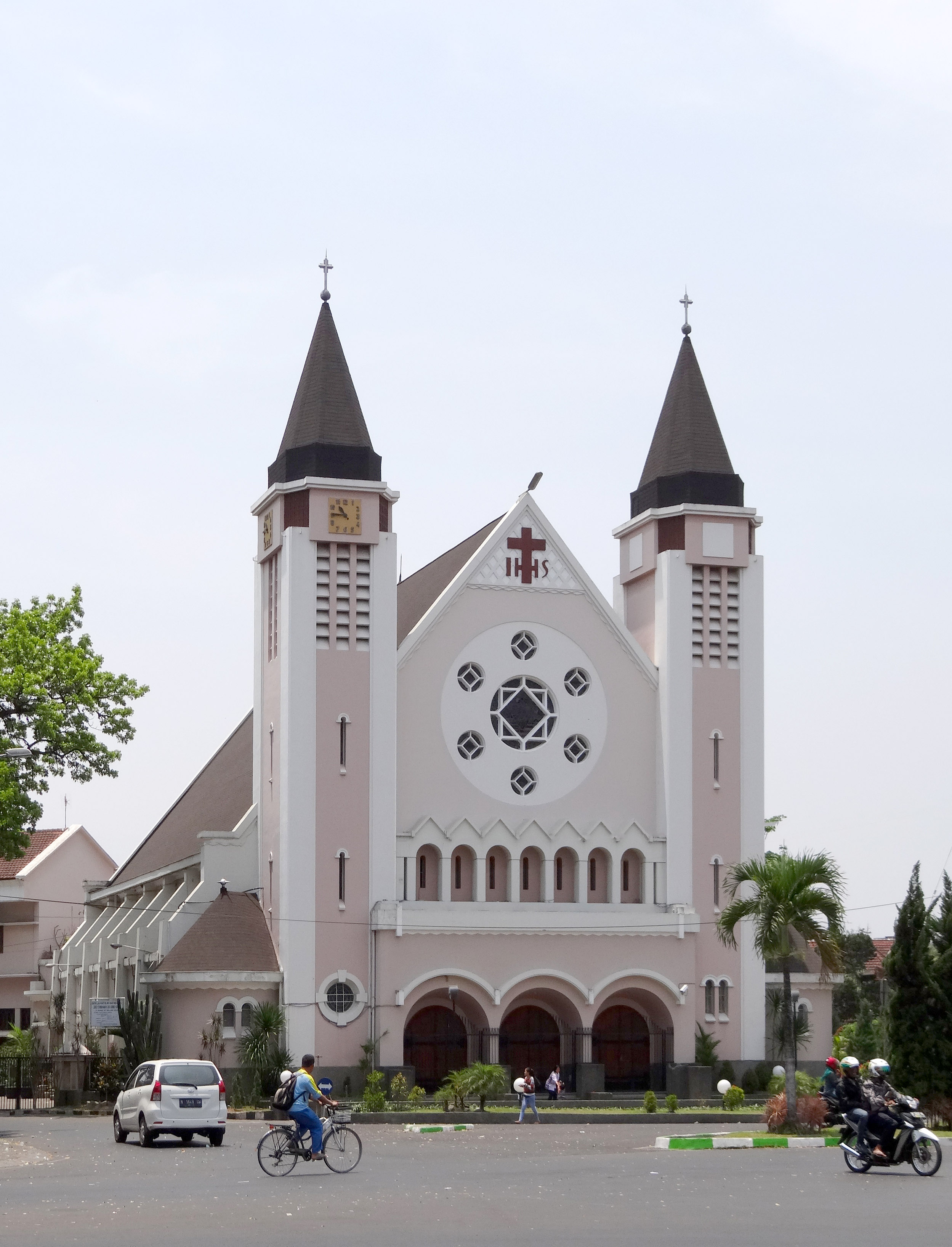
Katedral Santa Maria Bunda Karmel

Das Bistum Malang (lateinisch Dioecesis Malangensis) ist eine in Indonesien gelegene römisch-katholische Diözese mit Sitz in Malang.

## Geschichte
Papst Pius XI. gründete die Apostolische Präfektur Purwokerto mit dem Breve Nihil antiquius am 27. April 1927 aus Gebietsabtretungen des Apostolischen Vikariats Batavia.
Sie wurde am 15. März 1939 zum Apostolischen Vikariat erhoben. Es wurde am 3. Januar 1961 zum Bistum erhoben, das dem Erzbistum Semarang als Suffraganbistum unterstellt wurde.

## Ordinarien

### Apostolischer Präfekt von Malang
- Clemente van der Pas OCarm (1922–1935, gestorben)
- Antoine Everard Jean Avertanus Albers OCarm (28. Januar 1935 – 10. März 1939)

### Apostolischer Vikar von Malang
- Antoine Everard Jean Avertanus Albers OCarm (10. März 1939 – 3. Januar 1961)

### Bischöfe von Malang
- Antoine Everard Jean Avertanus Albers OCarm (3. Januar 1961 – 1. März 1973 zurückgetreten)
- Francis Xavier Sudartanta Hadisumarta OCarm (1. März 1973 – 5. Mai 1988, dann Bischof von Manokwari-Sorong)
- Herman Joseph Sahadat Pandoyoputro OCarm, (15. Mai 1989 – 28. Juni 2016)
- Henricus Pidyarto Gunawan OCarm, (seit 28. Juni 2016)

## Statistik
| Jahr | Bevölkerung | Bevölkerung | Bevölkerung | Priester     | Priester         | Priester       | Priester               | Ständige Diakone | Ordensleute  | Ordensleute      | Pfarreien |
| Jahr | Katholiken  | Einwohner   | %           | Gesamtanzahl | Diözesanpriester | Ordenspriester | Katholiken je Priester | Ständige Diakone | Ordensbrüder | Ordensschwestern | Pfarreien |
| ---- | ----------- | ----------- | ----------- | ------------ | ---------------- | -------------- | ---------------------- | ---------------- | ------------ | ---------------- | --------- |
| 1950 | 5.035       | 8.625.000   | 0,1         | 28           |                  | 28             | 179                    |                  | 41           | 116              | 11        |
| 1969 | 26.814      | 10.350.000  | 0,3         | 59           | 1                | 58             | 454                    | 1                | 129          | 320              | 24        |
| 1980 | 47.600      | 12.306.000  | 0,4         | 56           | 4                | 52             | 850                    |                  | 120          | 343              | 24        |
| 1990 | 65.872      | 15.001.033  | 0,4         | 94           | 13               | 81             | 700                    |                  | 256          | 495              | 25        |
| 1999 | 80.986      | 13.645.816  | 0,6         | 101          | 15               | 86             | 801                    |                  | 438          | 679              | 26        |
| 2000 | 82.832      | 14.328.160  | 0,6         | 98           | 18               | 80             | 845                    |                  | 357          | 601              | 27        |
| 2001 | 82.847      | 14.436.764  | 0,6         | 101          | 19               | 82             | 820                    |                  | 98           | 653              | 27        |
| 2002 | 86.093      | 14.508.947  | 0,6         | 128          | 24               | 104            | 672                    |                  | 338          | 337              | 28        |
| 2003 | 87.500      | 14.683.054  | 0,6         | 131          | 26               | 105            | 667                    |                  | 419          | 429              | 28        |
| 2004 | 88.255      | 14.829.884  | 0,6         | 142          | 25               | 117            | 621                    |                  | 422          | 441              | 28        |
| 2013 | 86.685      | 16.342.128  | 0,5         | 156          | 27               | 129            | 555                    |                  | 399          | 446              | 29        |